# Hansjörg Knauthe
Hansjörg Knauthe, född 13 juli 1944 i Geising, är en tysk före detta skidskytt.
Knauthe blev olympisk silvermedaljör på 20 kilometer vid vinterspelen 1972 i Sapporo.